# Giovanni Battista Centurione
Il Serenissimo Giovanni Battista Centurione (Genova, 1603 – Genova, 1692) fu il 114º doge della Repubblica di Genova e re di Corsica.

## Biografia
Nacque a Genova intorno al 1603. Nipote dell'omonimo vescovo della diocesi di Savona, una sua sorella, Virginia Centurione Bracelli, fu la fondatrice dell'Ordine delle Suore di Nostra Signora del Rifugio in Monte Calvario (le "Brignoline").
Nel 1621 fu nominato censore addetto ai controlli alimentari e alla tutela della salute dei cittadini. Commissario della fortezza di Savona dal 1631, non fu mai veramente operativo, ma sovrintendette alla produzione di armi e pezzi di artiglieria.
Divenuto provveditore del Banco di San Giorgio e ambasciatore nello stato Pontificio, nel 1645 fu rimosso dall'incarico ed eletto inquisitore statale e capitano del Bisagno.
Durante l'epidemia di peste del 1656 Giovanni Battista Centurione diresse il lazzaretto del Bisagno, ove morirono più di 10.000 persone e il Commissario Generale di Sanità di Sturla.
La sua elezione dogale, la sessantanovesima in successione biennale e la centoquattordicesima nella storia repubblicana, avvenuta il 15 ottobre del 1658, per la prima volta fu decisa dai 1237 nobili genovesi e non più dai 400 rappresentanti del Gran Consiglio della Repubblica. In qualità di doge fu investito anche della correlata carica biennale di re di Corsica.
Come doge fu tollerante e protesse gli Ebrei con la concessione a Genova del libero commercio, nonostante i forti attriti con la Chiesa cattolica e l'Inquisizione. Cessò gli incarichi il 15 ottobre 1660.
Membro della Giunta giurisdizionale, ne divenne preside nel 1681. Presidente del magistrato bellico (1661 e 1663), priore della cattedrale di San Lorenzo (1666) e amministratore di Corsica (1669), nel 1671 fu nominato a capo della controffensiva di Ponente contro le truppe di Carlo Emanuele II di Savoia. Centurione conquistò nel 1672 Castelvecchio di Rocca Barbena e lo stesso anno Oneglia.
Membro della Giunta dei confini (1671, 1672, 1676, 1677, 1678, 1679, 1680) fu preside dell'ufficio della Moneta (direttore della Zecca) nel 1681. Dal 1689 al 1692 occupò la carica di revisore dei biglietti dei Calici, già ricoperta nel 1667.
Morì a Genova nel 1692 dove trovò sepoltura all'interno della chiesa di San Francesco a Sestri Ponente.